# Santa Rita da Cascia in Campitelli
Santa Rita da Cascia in Campitelli, även benämnd Santa Rita dei Poverelli, är en dekonsekrerad kyrkobyggnad i Rom, helgad åt den heliga Rita av Cascia. Kyrkan är belägen vid Via Montanara i Rione Sant'Angelo. 

## Kyrkans historia
År 1658 övertogs den medeltida kyrkan San Biagio in Mercatello vid foten av Capitolium av Confraternita della Corona di Spine, som utgjordes av personer från Cascia. De främjade vördnaden för Rita av Cascia, som hade blivit saligförklarad 1627. Brödraskapet uppdrog åt arkitekten Carlo Fontana att rita en ny kyrka och barockfasaden fullbordades 1665. Det har under lång tid antagits att Fontana var upphovsman till hela kyrkoprojektet, men enligt en studie av den tyske konsthistorikern Hellmut Hager inskränker sig Fontanas insats till fasaden. Ansvaret för kyrkobyggnaden i övrigt attribueras åt Felice della Greca. Kyrkan kom att bli känd under namnet San Biagio e Beata Rita, det vill säga Helige Blasius och Saliga Rita. Rita av Cascia helgonförklarades 1900, men fyra år senare flyttade brödraskapet till kyrkan Santa Rita da Cascia alle Vergini. Kyrkan överläts då åt Communita dei Pizzicagnoli, livsmedelshandlarnas skrå.

### Rivning och återuppbyggnad
Under Mussolinis regim beslutades det att en ny motorväg, Via del Mare, skulle anläggas från Piazza Venezia till Lido di Ostia. Därutöver skulle Capitolium och Viktor Emanuel-monumentet i stort friläggas från sakral och profan bebyggelse. Det fanns även en intention att arkeologiskt gräva ut de antika romerska lämningarna under kyrkan. Detta föranledde kyrkobyggnadens och prästbostadens rivning 1928. Demoleringen väckte bestörtning hos en del av Roms arkitekter, då de menade att den innebar en svår förlust av en konstnärligt värdefull byggnad. Vid rivningen av kyrkan och prästbostaden lät man därför numrera och magasinera samtliga byggstenar för att vid ett senare tillfälle kunna återuppbygga dessa.
Vid rivningen blottlades resterna av den medeltida San Biagio-kyrkan och en romersk insula från 100-talet e.Kr. År 1937 inleddes återuppbyggnaden vid Via Montanara under ledning av arkitekten Gustavo Giovannoni. Markens beskaffenhet samt andra världskrigets utbrott 1939 försenade projektet, men den 21 april 1940 kunde kyrkan Santa Rita da Cascia in Campitelli invigas. Byggnaden användes dock inte som gudstjänstlokal, utan hyste i tio år den stora gipsmodellen över kejsartidens Rom, som sedan 1950 är utställd i Museo della Civiltà Romana i EUR söder om Rom. På julnatten 1963 konsekrerades kyrkan. Under efterkrigstiden uppläts kyrkan åt Opera di Don Orione, en organisation som särskilt hjälper de fattiga. Senare tog Roms kommun över Santa Rita och den dekonsekrerades 1990. Kyrkobyggnaden restaurerades år 2000 och används numera som utställningslokal under namnet Sala Santa Rita.

### Fontanas fasad
Carlo Fontanas fasad till den återuppförda kyrkan Santa Rita har två våningar. Den nedre våningen har fyra korintiska pilastrar på höga socklar. Ovanför ingångsportalen sitter ett oxöga. Pilastrarna bär upp ett entablement med förkroppad kornisch. Nedervåningens sidoaxlar kröns av påve Alexander VII Chigis (1655–1667) vapen, under vars pontifikat kyrkan ursprungligen uppfördes. Övervåningen har ett mittparti med tvärställda, något kurvlinjiga, sidopartier. Hörnen har förbundna kompositapilastrar. Enligt Ferruccio Lombardi lät sig Fontana till viss del inspireras av Berninis fasadprogram till kyrkan Santa Bibiana. Kyrkan låg ursprungligen vid en tämligen smal gata och fasaden utformades för att den skulle beskådas snett framifrån.

### Interiören
Kyrkan har en oktogonal grundplan. De fyra diagonala väggarna har parvis ställda kolossalpilastrar i korintisk ordning. De två sidokapellen har pilasterknippen med joniska festongkapitäl. Samtliga målningar och skulpturer har avlägsnats, men barockaltaret och tabernaklet finns kvar.

## Bilder

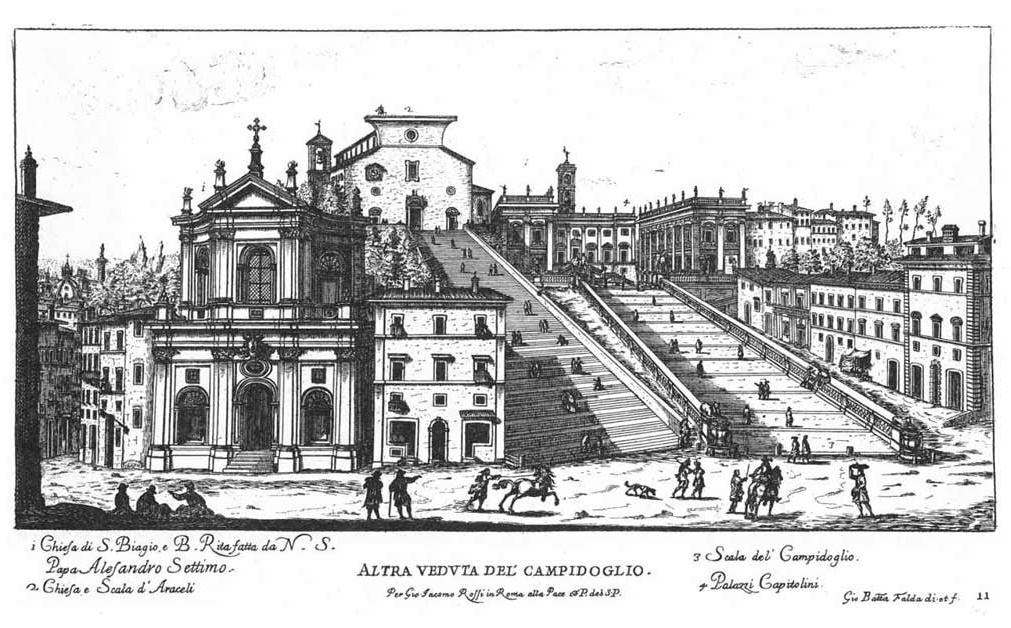
San Biagio e Beata Rita (till vänster). Gravyr av Giovanni Battista Falda från 1665.
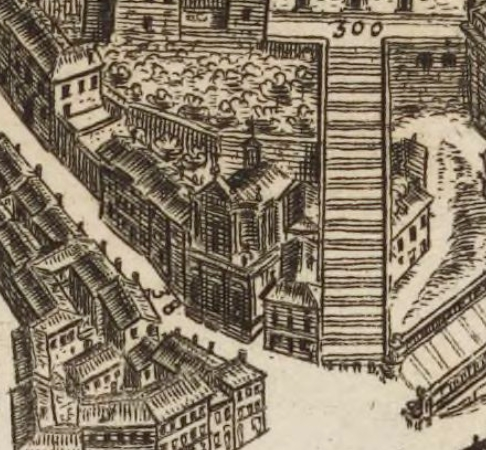
San Biagio e Beata Rita (till vänster om Aracoeli-trappan) på Giovanni Battista Faldas Rom-karta från 1676.
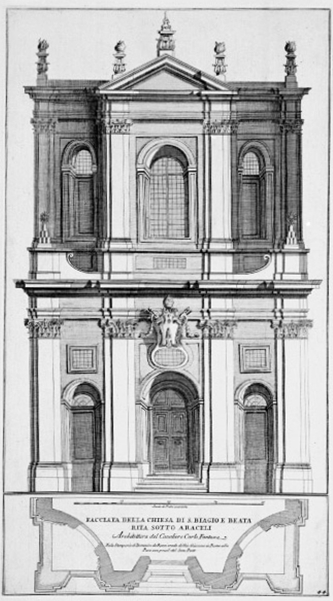
Fasaden till San Biagio e Beata Rita. Anonym gravyr.
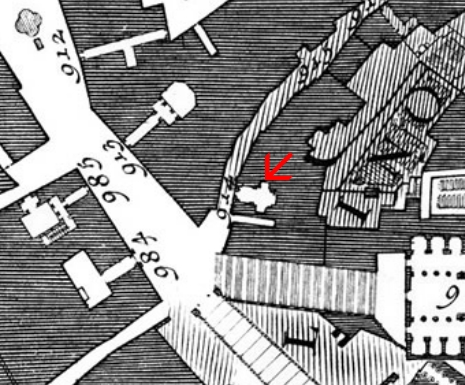
San Biagio e Beata Rita (nummer 914 vid den röda pilen) på Giovanni Battista Nollis Rom-karta från 1748.
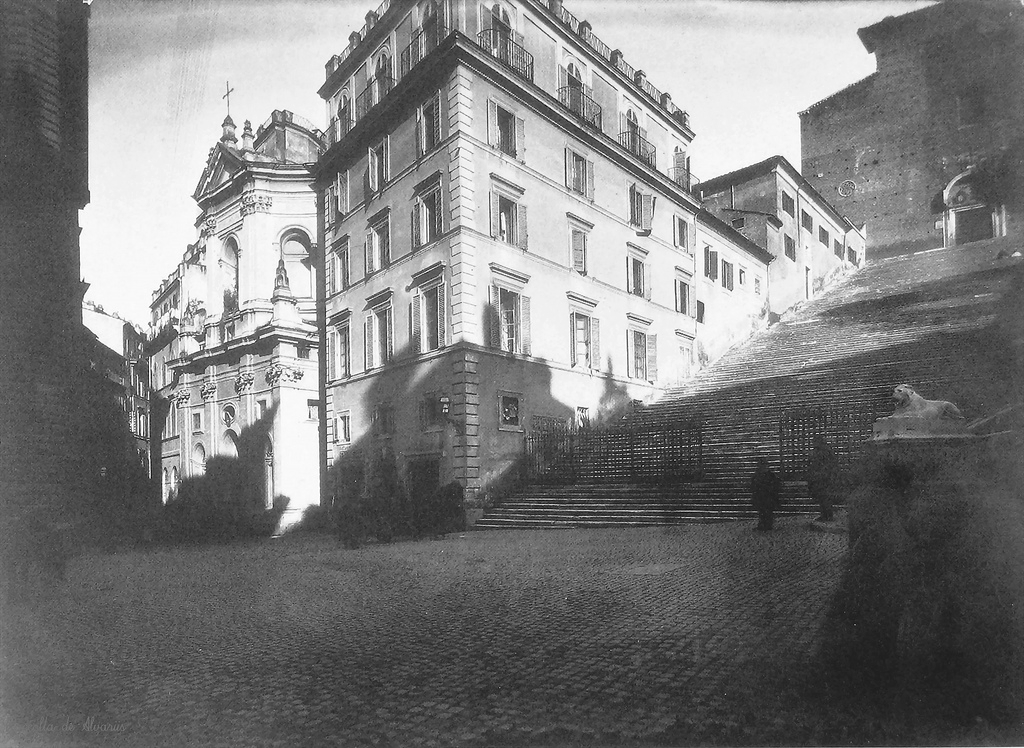
San Biagio e Beata Rita (till vänster). Fotografi från år 1887.
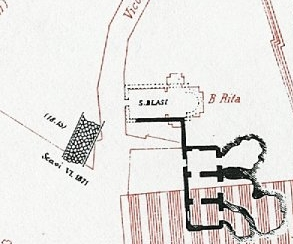
Konturerna av kyrkorna San Biagio och Beata Rita på Rodolfo Lancianis Rom-karta från 1893–1901.
Huset Chigis vapen.